# Карл Крістіан Ґмелін
Карл Крістіан Ґмелін (нім. Karl Christian Gmelin) (18 березня 1762, Баденвайлер — 26 червня 1837, Карлсруе) — німецький ботанік. Він був братом гравера Вільгельма Фрідріха Ґмеліна (1760–1820).
Карл Крістіан вивчав медицину та природничі науки в університетах Страсбурга та Ерлянґена, отримавши докторський ступінь в останньому в 1784 році. Після закінчення навчання він працював учителем природознавства у середній школі в Карлсруе, і працював на цій посаді наступні 50 років. Серед його відоміших учнів був майбутній ботанік Александр Браун. У Карлсруе він також був директором ботанічного саду і відповідав за колекцію природної історії маркграфства.
Він був автором тритомної Flora Badensis Alsatica (1805–08).  Деякі рослини зі специфічним епітетом gmelinii названі на його честь.